# Scoglio Scuncillo
Lo scoglio Scuncillo è un'isola dell'Italia, nel Lazio.